# Paul Barz
Paul Barz (ur. 28 sierpnia 1943 we Włocławku (wtedy Leslau), zm. 5 czerwca 2013 w Wentorf koło Hamburga) – niemiecki pisarz, muzykolog i dziennikarz.

## Biografia
Po maturze w Hamburgu i dalszym kształceniu wydawniczym Barz został w 1981 redaktorem niemieckiego czasopisma kulturalnego Westermanns Monatshefte. Został w 1981 roku niezależnym pisarzem i dziennikarzem. Pisał dla czasopism takich jak: Welt am Sonntag, Hamburger Abendblatt i Westdeutsche Zeitung. Jako pisarz stał się znany dzięki słuchowiskom radiowym, literaturze faktu i biografiom. Z książkami takimi jak: Der wahre Schimmelreiter i Storm in Schleswig-Holstein, okazał się wybitnym znawcą Theodora Storma, którego Der wahre Schimmelreiter w 1998 roku zaadaptował na potrzeby wystawienia w hamburskim Teatrze Ohnsorg. Jako dramaturg, Paul Barz odniósł międzynarodowy sukces, dzięki sztuce Kolacja na cztery ręce o fikcyjnym spotkaniu Bacha i Haendla, która miała premierę w Berlinie w 1985 roku z udziałem Ernsta Schrödera i Martina Helda). Spektakl miał setki produkcji i został przetłumaczony na czternaście języków. Nie schodził z afisza przez wiele lat, między innymi w Warszawie i Teatrze Artystycznym w Moskwie. Podobnie światowy sukces odniosło słuchowisko radiowe Paula Barza pt. Möglichkeiten einer Sternstunde.